# 薩波蒂略 (拉斯帕爾馬斯區)
薩波蒂略（西班牙語：Zapotillo），是巴拿馬的城鎮，位於該國中西部，由貝拉瓜斯省的拉斯帕爾馬斯區負責管轄，面積196.6平方公里，海拔高度102米，2010年人口1,067，人口密度每平方公里5.4人。